# Ricardo de Carvalho Duarte
Ricardo de Carvalho Duarte, más conocido como Chacal (Río de Janeiro, 24 de mayo de 1951), es un poeta y letrista brasilero.

## Biografía
Fue alumno de la carrera de Comunicación Social de la Universidad Federal de Río de Janeiro (UFRJ) y uno de los primeros poetas de la década del 70 en utilizar un mimeógrafo para divulgar su poesía con el libro Muito Prazer (1971-1972), en la compañía de Charles Peixoto, que editó Travessa Bertalha 11. 
Editó su segundo libro, Preço da Passage, en forma de sobre, que fue vendido entre sus amigos y frecuentadores de la zona sur carioca.
En 1975, participó del grupo Vida de Artista, que contaba con poestas como Francisco Alvim y Cacaso. Dentro de ese grupo, editó su tercer libro, América. En 1976 sus poemas fueron incluidos en la antología 26 poetas de hoy, de Heloísa Buarque de Hollanda. Inmediatamente editó Quampérius. En esa época se juntó con Bernardo Vilhena, Ronaldo Bastos y Charles para fundar el grupo Nuvem Cigana, que agitó la vida carioca de finales de los 70, en especial con los hapennings Artimanhas.
Paralelo a su poesía, Chacal comienza a trabajar con grupos de teatro, escribiendo Aquela Coisa Toda para el grupo Asdrúbal Trouxe o Trombone y Recordações do Futuro para el grupo Manhas & Manias. En ese período se acerca a Patricia Travassos y Evandro Mesquita, futuros integrantes de la banda Blitz, en donde Chacal compuso alguna de sus letras.
En 1983 publicó Drops de Abril, reunión de sus libros anteriores.
Sus otros libros son: Comício de Tudo (1986), crónicas que escribió para el Correo Brasileño; Letra Elétrika (1994); Posto Nove (1998); y A Vida é curta pra ser pequena (2002). 
Desde 1990 es director de CEP 20.000, un "centro de experimentación poética".
En abril de 2016, el dúo neoyorquino Sofi Tukker lanzó la canción "Drinkee". La canción está inspirada en el poema "Reloj", de Chacal. La letra está cantada en portugués. La canción fue nominada a un premio Grammy a la mejor grabación de música dance en la 59.ª ceremonia de los premios. Actualmente, la canción "Drinkee" tiene más de 40 millones de reproducciones en Spotify y fue la música de fondo para la presentación del Apple Watch en la conferencia de Apple. Tras el éxito de "Drinkee", el dúo lanzó el tema "Energia" junto al poeta.